# 唐澤 (弘治進士)
參數所指定的目標頁面不存在，建議更正成存在頁面或直接建立下列一個頁面（建立前請先搜尋是否有合適的存在頁面可以取代）：
- 唐泽

唐澤（1471年—1531年），字沛之，號南冈，直隶徽州府歙县人，军籍，明朝政治人物。

## 生平
弘治十一年戊午科應天府鄉試第二十名舉人。弘治十二年（1499年）中式己未科會試第二百三十二名，三甲第一百五十三名進士。授平乡知县，升刑部主事，歷官刑部郎中，曾忤劉瑾意，矫诏跪午门外一月。正德八年（1513年）二月与给事中潘埙勘察捕盗御史甯杲妄杀贪功，诛求扰民一事。九年（1514年）二月升福建按察司副使，管巡海道，十二年三月录福建捕获海贼功，升俸一级。升浙江按察使，治行为天下最，改按陜西，平樊绅等诸剧寇。嘉靖六年（1527年）正月升本省右布政使，四月升都察院右副都御史、巡抚甘肃，处置哈密土鲁番事宜。九年九月以病乞休，十年九月卒于凉州，贈户部右侍郎，賜祭葬，嘉靖二十七年追謚襄敏。著有《唐襄敏公奏議》、《南冈集》、《南冈奏议》、《定西录》等。

## 家族
曾祖唐永吉；祖唐邦仁；父唐傑。母洪氏。具庆下。兄溥。弟漢、濂。有子唐世桥。